# Kwahu (Volk)
Die Kwahu (auch Kwawu) sind ein Volk in Ghana. 
Die Kwahu gehören zur Volksgruppe der Akan, ebenso wie die verwandten Völker Aschanti, Fanti, Ahafo, Akwapim, Assin, Akwamu, Dankyira, Akim.
Bei den Akan handelt es sich insgesamt um die größte Volksgruppe in Ghana.